# Шеста династия на Древен Египет
Трета, Четвърта, Пета и Шеста династия често днес се групират под името Старо царство.
| Египетско име        | Гръцко име | По Манетон | Период на царуване                          |
| -------------------- | ---------- | ---------- | ------------------------------------------- |
| Тети                 |            | Отоес      | 12 години (2345 пр.н.е. – 2333 пр.н.е.)     |
| Усеркара             |            |            | 1 година (2333 пр.н.е. – 2332 пр.н.е.)      |
| Мерира Пиопи I       |            | Фио(п)с    | 49 години (2332 пр.н.е. – 2283 пр.н.е.)     |
| Меренра Антиемсаф I  |            | Метузуфис  | 14 години (2283 пр.н.е. – 2278 пр.н.е.)     |
| Неферкара Пиопи II   |            | Фиопс      | 94 години (?) (2278 пр.н.е. – 2184 пр.н.е.) |
| Меренра Амтиенсаф II |            | Ментезуфис | 1 година (2184 пр.н.е.)                     |
| Менкара              | Нитокрис   | Нитокрис   | 2 години (?) (2184 пр.н.е. – 2183 пр.н.е.)  |

Шеста фараонска династия се смята за последната династия от Старото царство на Египет, въпреки че Оксфордска история на древен Египет включва Седма и Осма династии като част от Старото царство. Манетон пише, че тези царе управляват от Мемфис, или на египетски Меннефер, взето от името на пирамидата на Унас, която е построена наблизо.
Династията е основана от Тети, който се жени за Ипут, смятана за дъщеря на фараона Унас от Пета династия. Други по-значими членове на династията са Пиопи II, който управлява 94 години, най-дълго управлявалият фараон в историята на древен Египет, както и Нитокрис, първата жена, която управлява Египет. Някои изследователи смятат, че е първата и в света.
По време на управлението на тази династия се изпращат експедиции в Синай за добив на тюркоаз и мед, както и до мините в Хатнуб и Уади Хаммамут. Фараонът Джедкара изпраща търговски експедиции до Пунт и до Библос, а Пиопи I – и до Ебла.
По време на династията започва да се забелязва засилване на властта на местните власти, което по-късно води до отслабване на абсолютната царска власт. В резултат на това, след смъртта на Пиопи II, неговите васали предявяват претенции за трона наравно с наследниците, което довежда до края на Старото царство.